# Gambule
Gambule est une ville du Botswana.